# 里奧丹 (亞利桑那州)
里奧丹（英語：Riordan）是位於美國亞利桑那州可可尼諾縣的一個非建制地區。該地的面積和人口皆未知。

## 地理
里奧丹的座標為35°11′33″N 111°44′14″W / 35.19250°N 111.73722°W，而該地的平均海拔高度為2230米（即7316英尺）。